# Independiente del Valle
O Club de Alto Rendimiento Especializado Independiente del Valle, conhecido simplesmente como Independiente del Valle, é um clube de futebol equatoriano com sede na cidade de Sangolquí, na Área Metropolitana de Quito. Foi fundado em 1 de março de 1958, e atualmente disputa o Campeonato Equatoriano.
O Independiente del Valle tem como seus maiores títulos a conquista da Recopa Sul-Americana sobre o Flamengo em 2023, o bicampeonato da Copa Sul-Americana em 2019 e 2022, em finais contra o Colón e o São Paulo, o Campeonato Equatoriano de 2021 e a Copa do Equador de 2022, tendo sido vice-campeão da Copa Libertadores da América de 2016.

## História

### Origem

Escudo utilizado pelo clube, na época que era chamado de Independiente José Terán, utilizado pelo clube até 2007.

Foi fundada em 1 de março de 1958 por José "Pepe" Terán, zelador do município de Sangolquí e sapateiro, junto com um grupo de amigos formado por carpinteiros, alfaiates e sapateiros. As cores e o escudo originais foram inspirados no Independiente da Argentina, já que Terán se tornou fã do clube por ser leitor da revista El Gráfico. Terán se tornaria o primeiro presidente do clube, além de jogador e capitão de equipe, sendo selecionado várias vezes pela liga cantonal. Ele sonhou que um dia o Clube Esportivo Independente, assim chamado na época, seria um grande problema. Em 1975, ele morreria devido a uma peritonite, e em sua homenagem seus amigos mudariam o nome do clube para Independiente José Terán em 1977. Finalmente, em 1978, a equipe conseguiria ser promovido ao Campeonato Provincial da Segunda Categoria de Pichincha.

#### Entre o Profissionalismo e Amadorismo (1979 – 2006)
Durou 7 anos ininterruptos desde sua estreia em 1979 até seu rebaixamento para a Copa Pichincha em 1985. O Independiente voltou ao futebol profissional em 1996, depois de ser promovido à segunda categoria do Pichincha pela segunda vez em 1995.

### Era de ouro (2007 – presente)

#### Acesso até a Série A

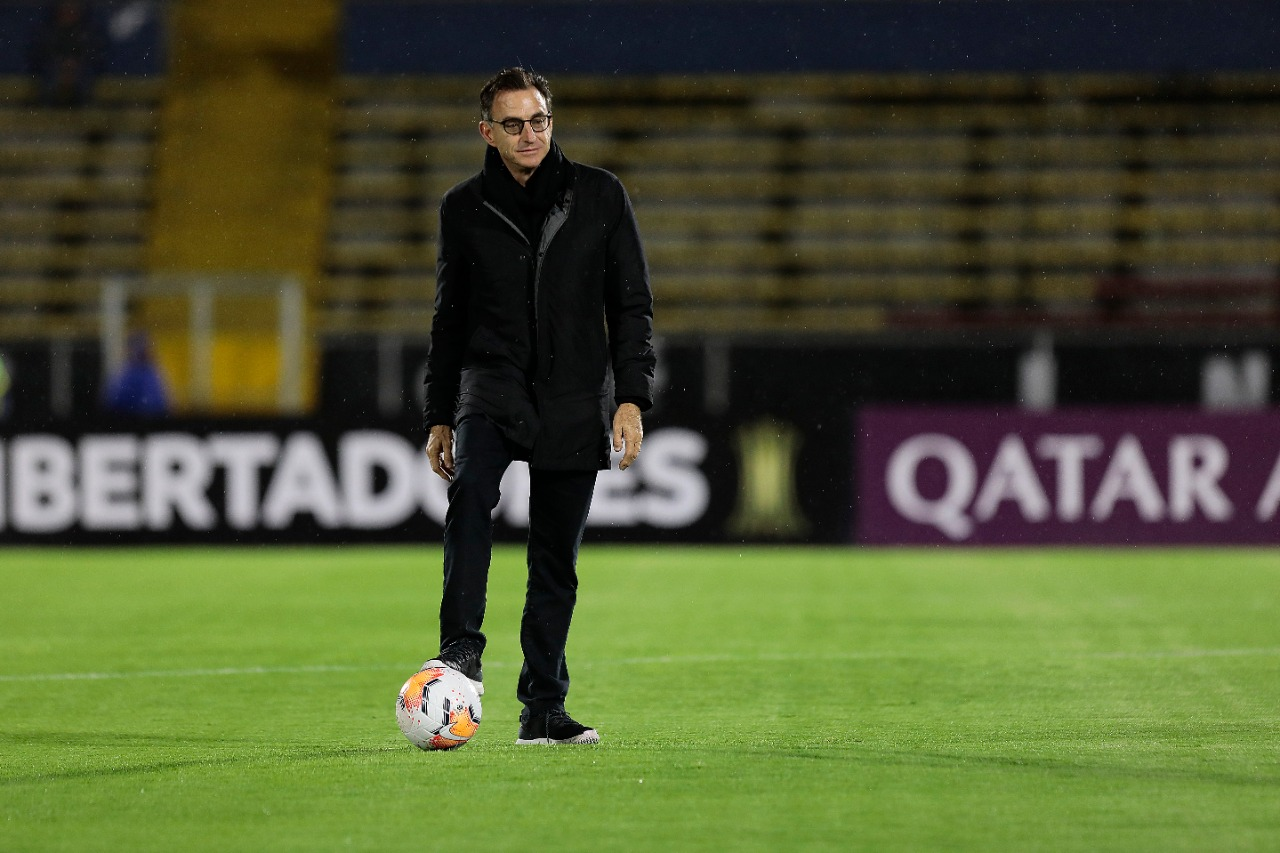
Michel Deller, diretor esportivo do Independiente del Valle.

Devido às dificuldades de manter o clube na Segunda Categoria, o empresário Michel Deller assumiria o comando da instituição e conseguiu a promoção à Série B após se sagrar campeão da Série C de 2007. Levou apenas dois anos para o clube finalmente conseguir sua promoção para a Série A depois de se tornar campeão no Campeonato Equatoriano - Série B de 2009. A equipe estreou na Série A em 6 de janeiro de 2010, contra o Manta, onde ganhou por 1 a 0.
Em 16 de julho de 2014, o Ministério do Esporte aprovou que o complexo Sangolquí seja oficialmente chamado de Club Especializado de Alto Rendimiento Independiente del Valle por meio do acordo ministerial nº 3265. Em 29 de julho, na última sessão da Federação Equatoriana de Futebol, o Comitê Executivo passou a notificar a mudança de nome da instituição.

#### Vice-campeonato da Copa Libertadores em 2016
Em 2016, o clube alcançou uma das maiores conquistas de toda a sua história, tornando-se vice-campeão do torneio mais importante do futebol sul-americano, a Copa Libertadores da América.
Disputou a primeira fase do torneio contra o Guaraní do Paraguai, chegando à fase de grupos após vencer em casa por 1 a 0 e ser derrotado por 1 a 2 no Paraguai, jogo em que o clube paraguaio perdeu nos pênaltis.
Ele fez parte do grupo 5 junto com o Atlético Mineiro do Brasil, Colo-Colo do Chile e Melgar do Peru. O Independiente conseguiu se classificar em segundo lugar com 11 pontos, atrás apenas da equipe brasileira, após um empate sem gols em Santiago do Chile contra o Colo-Colo em uma partida dramática, com a bola acertando a trave pelo menos 3 vezes.
Nas oitavas de final, seu rival foi o campeão da edição anterior da Copa Libertadores, o River Plate da Argentina. Em 28 de abril de 2016, no Estádio Olímpico Atahualpa, em Quito, eles se enfrentaram no jogo de ida, a equipe equatoriana conseguindo uma vitória por 2 a 0 sobre o River Plate. A segunda partida foi disputada em 4 de maio de 2016 no Mâs Monumental em Buenos Aires, terminando o placar com um 0 a 1 a favor da equipe argentina, com excelente atuação do goleiro Librado Azcona, que levou o Independiente del Valle a se classificar para as quartas de final da competição.

Nas quartas de final, eles enfrentaram o UNAM Pumas do México, vencendo a partida de ida por 2 a 1; enquanto no jogo de volta, depois de perder por 2 a 0 na maior parte da partida, um gol de Junior Sornoza estendeu a partida para os pênaltis. O Independiente del Valle venceria por 5 a 3 nos pênaltis, classificando-se para as semifinais da Copa Libertadores.

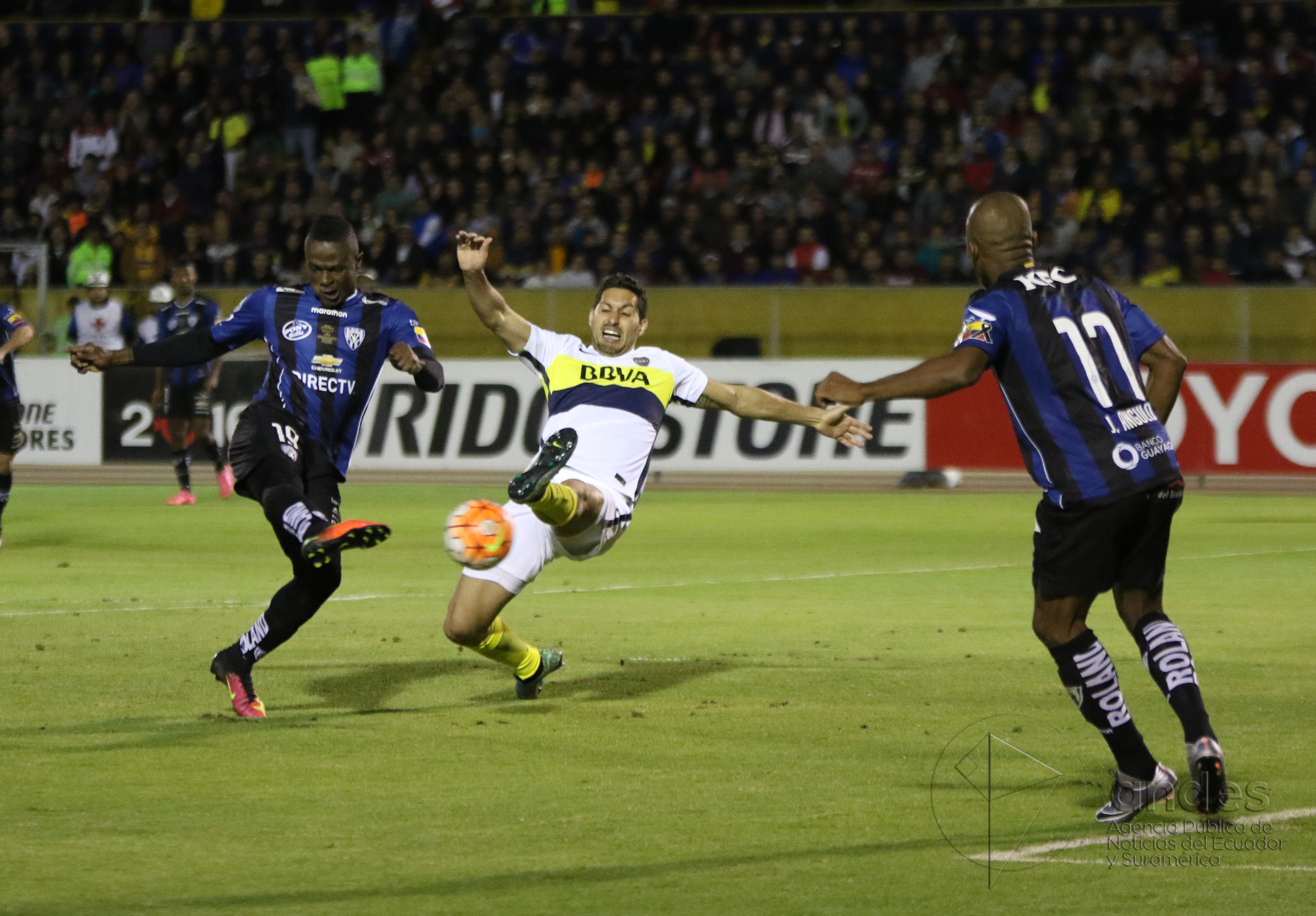
A equipe do Independiente enfrentando o Boca Juniors no Olímpico Atahualpa, nas semifinais da Copa Libertadores, em 2016.

Na semifinal, enfrentou o Boca Juniors, que venceu em casa por 2 a 1; enquanto na Bombonera, venceu por 3 a 2. Desta forma, o Independiente del Valle tornou-se o primeiro time a eliminar tanto o River Plate quanto o Boca Juniors na mesma edição da Copa Libertadores, além de ser o primeiro time equatoriano a ganhar na Bombonera.
Disputou a final com o Atlético Nacional da Colombia; onde empatou por 1 a 1 em casa, no Estádio Olímpico Atahualpa, com gol de Arturo Mina nos minutos finais. E perdeu por 1 a 0 como visitante no Estádio Atanasio Girardot, em Medellín.
O Independiente del Valle decidiu doar toda a bilheteria obtida em todas as fases finais da Copa Libertadores 2016 às vítimas do terremoto que afetou a zona costeira do Equador em 16 de abril de 2016.

#### Primeiro título da Copa Sul-Americana em 2019
A caminho da definição do torneio, os Rayados del Valle derrotaram o Club Atlético Unión nos pênaltis na primeira fase. Na instância seguinte, venceu a Universidade Católica do Chile e, assim, chegou às oitavas de final da competição, onde eliminou o venezuelano Caracas FC. Nas quartas de final, eles venceram o argentino Club Atlético Independiente, do qual eles originalmente levaram seu nome. Nas semifinais passaram pelo Corinthians. A final, contra o Club Atlético Colón, da Argentina, foi disputada em partida única em 9 de novembro de 2019 em Assunção, Paraguai, que foi momentaneamente suspensa devido à forte chuva. Após o reinício, a equipe equatoriana venceu por 3 a 1, com gols de Luis Fernando León, Jhon Jairo Sánchez e Cristian Dájome. Desta forma, o Independiente del Valle conquistou seu primeiro título internacional. Cabe destacar que em dez anos o projeto esportivo rendeu frutos de bom caráter. Além disso, classificou-se para a Copa Suruga Bank de 2020, que realizada no Japão, porém a edição foi cancelada, e também foi classificada para a renovada Copa do Mundo de Clubes da FIFA, a ser realizada voluntariamente na China.

#### Título inédito do Campeonato Equatoriano
Depois de conseguir vencer a segunda etapa, o Independiente del Valle enfrentou o Club Sport Emelec, vencedor da primeira etapa, em uma final de ida e volta. A partida de ida foi disputada no estádio Banco Guayaquil com resultado de 3 a 1 a favor do time listrado. Na volta, que foi disputada no George Capwell, terminou em um empate por 1 a 1, com um resultado agregado de 4 a 2 a favor do El Mata Gigantes.

#### Bicampeonato da Copa Sul-Americana em 2022
Em 1 de outubro de 2022, o El Mata-Gigantes foi bicampeão da Copa Sul-Americana ao vencer o São Paulo na final pelo placar de 2–0.

#### Título inédito da Recopa e o prestígio continental
Em 28 de fevereiro de 2023, foi campeão da Recopa Sul-Americana nos pênaltis contra o Flamengo. O time garantiu uma vitória em casa por 1x0 no primeiro jogo da decisão, mas  no último jogo, perdeu por 1x0 e a decisão foi para os pênaltis. O El Mata-Gigantes foi campeão da Recopa Sul-Americana após vencer o Flamengo por 5x4 nas penalidades. O time se sagrou campeão no Maracanã, com um público recorde de mais de 71 mil rubro-negros presentes. Garantindo seu 3° título continental, Del Valle passou a ser visto com mais prestígio em todo continente.

## Títulos
| CONTINENTAIS | CONTINENTAIS                     | CONTINENTAIS | CONTINENTAIS                |
|              | Competição                       | Títulos      | Temporadas                  |
| ------------ | -------------------------------- | ------------ | --------------------------- |
|              | Copa Sul-Americana               | 2            | 2019 e 2022                 |
|              | Recopa Sul-Americana             | 1            | 2023                        |
| NACIONAIS    |                                  |              |                             |
|              | Competição                       | Títulos      | Temporadas                  |
|              | Campeonato Equatoriano           | 1            | 2021                        |
|              | Copa do Equador                  | 1            | 2022                        |
|              | Supercopa do Equador             | 1            | 2023                        |
|              | Campeonato Equatoriano - Série B | 1            | 2009                        |
|              | Campeonato Equatoriano - Série C | 1            | 2007                        |
| TOTAL        |                                  |              |                             |
|              | Conquistas                       | Títulos      | Categorias                  |
|              | Títulos oficiais                 | 8            | 3 Continentais, 5 Nacionais |

Notas
 Campeão Invicto

### Campanhas de destaque
- Vice-campeão da Copa Libertadores: 2016
- Vice-campeão da Recopa Sul-Americana: 2020
- Vice-campeão do Campeonato Equatoriano: 2013, 2023 e 2024
- Vice-campeão da Copa do Equador: 2024
- Vice-campeão do Desafio de Clubes da UEFA–CONMEBOL: 2023

## Estatísticas

### Participações
|  | Participações em 2023 |

| Competição           | Competição             | Temporadas            | Melhor campanha     | Estreia | Última | P | R |
| Equador              | Campeonato Equatoriano | 14                    | Campeão (2021)      | 2010    | 2023   |   | – |
| Equador              | Serie B do Equador     | 2                     | Campeão (2009)      | 2008    | 2009   | 1 | – |
| Equador              | Série C do Equador     | 19                    | Campeão (2007)      | 1979    | 2007   | 1 |   |
| Equador              | Copa Ecuador           | 3                     | Campeão (2022)      | 2021    | 2023   |   |   |
| Equador              | Supercopa Ecuador      | 2                     | Campeão (2023)      | 2021    | 2023   |   |   |
|                      |                        |                       |                     |         |        |   |   |
| Copa Libertadores    | 9                      | Vice-campeão (2016)   | 2014                | 2023    |        |   |   |
| Copa Sul-Americana   | 5                      | Campeão (2019 e 2022) | 2013                | 2022    |        |   |   |
| Recopa Sul-Americana | 2                      | Campeão (2023)        | 2020                | 2023    |        |   |   |
|                      | Desafio de Clubes      | 1                     | Vice-campeão (2023) | 2023    | 2023   |   |   |